# Д
De (Д д; dạng chữ nghiêng: Д д) là một ký tự trong bảng chữ cái Kirin.
Д thường đại diện cho âm tắc chân răng /d/, giống như cách phát âm của ⟨d⟩ trong "door".
Д khi được Latinh hóa thì sẽ trở thành chữ Latinh tương ứng là D.

## Lịch sử
Д trong bảng chữ cái Kirin bắt nguồn từ chữ cái Delta (Δ δ) trong bảng chữ cái Hy Lạp.
Trong bảng chữ cái Kirin cổ, tên của nó là добро (dobro), có nghĩa là "tốt".
Trong hệ thống chữ số Kirin, Д có giá trị là 4.

## Hình thức viết
Sự khác biệt chính giữa Д và Δ trong tiếng Hy Lạp hiện đại nằm ở hai phần chân bên dưới chữ cái Д. Д được vay mượn hình dạng từ chữ hoa Delta (Δ) trong bảng chữ cái Hy Lạp.
Д, giống như chữ cái Kirin Л, có hai biến thể đánh máy: một biến thể cũ hơn với đỉnh của nó nhọn (giống với Δ) và một biến thể hiện đại (lần đầu tiên được sử dụng trong phông chữ ở giữa thế kỷ 19) với hình vuông. Ngày nay, hầu hết tất cả các cuốn sách và tạp chí đều được in bằng phông chữ có biến thể thứ hai của chữ cái Д; biến thể đầu tiên khá phong cách và chỉ một số phông chữ văn bản phổ biến mới sử dụng nó (ví dụ được biết đến nhiều nhất là "Baltika" được thiết kế vào năm 1951-52 bởi V. G. Chiminova và những người khác).

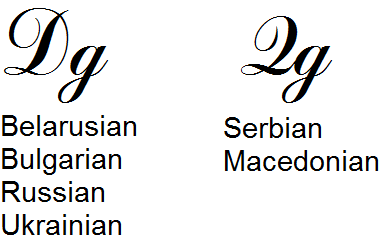
Dạng viết tay

Ở kiểu in nghiêng (tiếng Nga), dạng chữ thường của Д trông giống như chữ Latinh viết thường ⟨d⟩ hoặc ký hiệu đạo hàm riêng ⟨∂⟩. Kiểu chữ miền Nam (tiếng Serbia, tiếng Bulgaria, tiếng Macedonia) có thể trông giống với chữ Latinh viết thường ⟨g⟩. Dạng chữ viết thường Д có hai hình dạng giống nhau, nhưng với cách phân bố khác nhau: ví dụ: biến thể hình chữ g là tiêu chuẩn cho các trường học ở Nga.
Dạng chữ hoa (tiếng Nga-Ukraina-Belarus-Bulgaria) của chữ Д trông giống chữ D trong tiếng Latinh vì phiên bản in không đủ thoải mái để viết nhanh. Dạng chữ hoa của tiếng Serbia gần giống với hình dạng của chữ số "2" (giống với dạng đôi khi được sử dụng cho chữ viết hoa chữ Latinh Q); hình thức này không được biết đến ở Nga.

## Cách sử dụng
It most often represents the voiced dental plosive /d/. However, word-finally and before voiceless consonants, it represents a voiceless [t]. Before a palatalizing vowel, it represents /dʲ/.

## Các chữ cái liên quan và các ký tự tương tự khác
- Δ δ: Chữ cái Hy Lạp Delta
- D d: Chữ cái Latinh D
- Л л: Chữ cái Kirin El
- Ԁ ԁ: Chữ cái Kirin Komi De
- G g: Chữ cái Latinh G
- ∂: Ký hiệu đạo hàm riêng

## Mã máy tính
| Kí tự               | Д                          | Д                          | д                        | д                        | ᲁ                                    | ᲁ                                    |
| ------------------- | -------------------------- | -------------------------- | ------------------------ | ------------------------ | ------------------------------------ | ------------------------------------ |
| Tên Unicode         | CYRILLIC CAPITAL LETTER DE | CYRILLIC CAPITAL LETTER DE | CYRILLIC SMALL LETTER DE | CYRILLIC SMALL LETTER DE | CYRILLIC SMALL LETTER LONG-LEGGED DE | CYRILLIC SMALL LETTER LONG-LEGGED DE |
| Mã hóa ký tự        | decimal                    | hex                        | decimal                  | hex                      | decimal                              | hex                                  |
| Unicode             | 1044                       | U+0414                     | 1076                     | U+0434                   | 7297                                 | U+1C81                               |
| UTF-8               | 208 148                    | D0 94                      | 208 180                  | D0 B4                    | 225 178 129                          | E1 B2 81                             |
| Tham chiếu ký tự số | &#1044;                    | &#x414;                    | &#1076;                  | &#x434;                  | &#7297;                              | &#x1C81;                             |
| KOI8-R and KOI8-U   | 228                        | E4                         | 196                      | C4                       |                                      |                                      |
| Code page 855       | 167                        | A7                         | 166                      | A6                       |                                      |                                      |
| Windows-1251        | 196                        | C4                         | 228                      | E4                       |                                      |                                      |
| ISO-8859-5          | 180                        | B4                         | 212                      | D4                       |                                      |                                      |
| Macintosh Cyrillic  | 132                        | 84                         | 228                      | E4                       |                                      |                                      |